# Distaplia alaskensis
Distaplia alaskensis är en sjöpungsart som beskrevs av Lambert och Sanamyan 200. Distaplia alaskensis ingår i släktet Distaplia och familjen Holozoidae. Inga underarter finns listade i Catalogue of Life.